# 成公姓
成公姓，是一個罕見的漢字複姓，相傳源於春秋時代衛成公，後多改成姓。

## 名人
- 成公生：秦末漢初時人，與李斯之子李由同時代，是九流十家中的名家學者。[1]
- 成公敞：漢朝尚書僕射，東海郡人氏，後來官至東平太守。[2]
- 成公英：東漢末軍閥韓遂的部將，後來成為曹魏的將領。
- 成公綏：字子安，東郡白馬人氏，晉朝文人。
- 成公簡：字宗舒，東郡人氏，出身士族。歷任中書郎、太子中庶子，累遷散騎常侍。
- 成公段：晉朝左校令。
- 成公忠：西晉太康年間關內侯，曾於陳留酸棗捕獲瑞獸白兔獻呈晉室。
- 成公緒：十六國時期南涼國大司農。
- 成公期：南朝齊時期北襄城太守，守赭陽城，對抗北魏軍隊。
- 成公興：字廣明，後魏時期道士（《魏書》稱其為「游遁大儒」），見載於《隋書·經籍志·道經》。
- 成公策：宋朝官員，見載於《宋史·食貨志·農田之制》。

## 備註
1. ↑  《漢書·藝文志·諸子略·名家》載錄其五篇文章。顏師古注稱：「姓成公。劉向云與李斯子由同時。由為三川守，成公生游談不仕。」
2. ↑  《漢書·孔光傳》載：「敞以舉故，為東平太守。敞姓成公，東海人也。」

## 延伸阅读
[在维基数据编辑]
 《欽定古今圖書集成·明倫彙編·氏族典·成公姓部》，出自陈梦雷《古今圖書集成》